# Santuario di Santa Maria dei Miracoli (Lonigo)
Il santuario di Santa Maria dei Miracoli è un edificio religioso ubicato a Madonna di Lonigo, frazione di Lonigo (in provincia di Vicenza), dedicato alla Madonna dei Miracoli in ricordo di un prodigio che si sarebbe verificato nel 1486.

## Storia
L'attuale santuario sorge nel luogo dove, in tempi remoti, c'era una chiesetta dedicata a San Pietro in Lamentese, costruita forse per ricordare un eccidio compiuto dagli Unni nel 457. L'esistenza della chiesetta è documentata intorno al X secolo, come testimoniato da una bolla papale di Alessandro III dell'11 luglio 1177. Nei secoli successivi cadde però in abbandono finché, alla fine del 1400, un evento straordinario la fece risorgere.
Il 1º maggio 1486 un'immagine mariana, dipinta sulla parete sud della chiesa, venne sfregiata, e dal petto della Vergine sarebbero sgorgate gocce di sangue. Gli Olivetani ottennero allora di costruirvi un monastero che, in poco più di trent'anni, fu trasformato nel grandioso complesso attuale, destinato ad accogliere il grande afflusso di fedeli richiamato dal verificarsi dei primi eventi miracolosi.
Nel 1771 la repubblica di Venezia chiuse il monastero, che fu venduto alla nobile famiglia Balbi-Valier, e la chiesa cadde in abbandono finché, nel 1827, ripresero le funzioni religiose, grazie alle pressioni dei fedeli che ottennero l'assegnazione di un cappellano. Successivamente, grazie a due sentenze emanate a Venezia e a Vicenza, tornarono le grandi celebrazioni e i pellegrinaggi e, nel 1886, si poté celebrare con grande onore il quarto centenario del miracolo e ebbe inizio un imponente restauro del santuario, divenuto parrocchia nel 1955. Ogni anno, per decreto della Santa Sede, si celebra la memoria dell'evento miracoloso nella quarta domenica dopo Pasqua.

## L'evento miracoloso
Guglielmo, Gianantonio e Giampietro erano tre calzolai che lavoravano a Verona nel 1486. Avendo Giampietro accumulato 50 ducati, gli altri due decisero di ucciderlo per derubarlo mentre si recavano al mercato di Lonigo. Sulla strada del ritorno, giunti all'altezza della chiesa di San Pietro in Lamentese, si fermarono per una sosta e Gianantonio e Guglielmo ne approfittarono per uccidere Giampietro. Entrati in chiesa per spartirsi il bottino, mentre si trovavano davanti al dipinto della Madonna Assunta, improvvisamente Guglielmo si pentì mentre l'altro, bestemmiando, colpì l'immagine mariana con il pugnale, ma dalle ferite sgorgò sangue, il dipinto si animò e la Vergine con la mano si coprì il volto. I due malviventi, impauriti, fuggirono verso Verona ma furono scoperti. Il pentito fu giustiziato, mentre l'altro riuscì a dileguarsi. Il prodigio fu riconosciuto dalla Curia e il luogo diventò oggetto di pellegrinaggio, mentre cominciarono a verificarsi altri eventi miracolosi.

## Descrizione del santuario
La chiesa presenta una navata unica, ideata da Lorenzo da Bologna nel XVI secolo, nella quale è posto l'altare maggiore in marmo policromo, ospitante la pala con l'Assunzione opera di Francesco Montemezzano. Dalla navata principale si dipartono la cappella-santuario, la cappella di santa Scolastica e quella di santa Francesca Romana. 
L'elemento più importante di tutta la chiesa è la cappella-santuario, che è l'edificio originale cui si aggiunsero in seguito le altre strutture; in essa si trova il dipinto miracoloso, sul quale è possibile osservare la Vergine che si ripara l'occhio ferito dal colpo di pugnale, oltre ad alcuni schizzi di sangue. Adiacente alla cappella si trova il museo degli ex voto, inaugurato nel 1997, nel quale sono ospitate 353 tavolette dipinte, donate dai fedeli nel periodo che va dal 1486 al 1893.

### Cappella di Francesco II Gonzaga

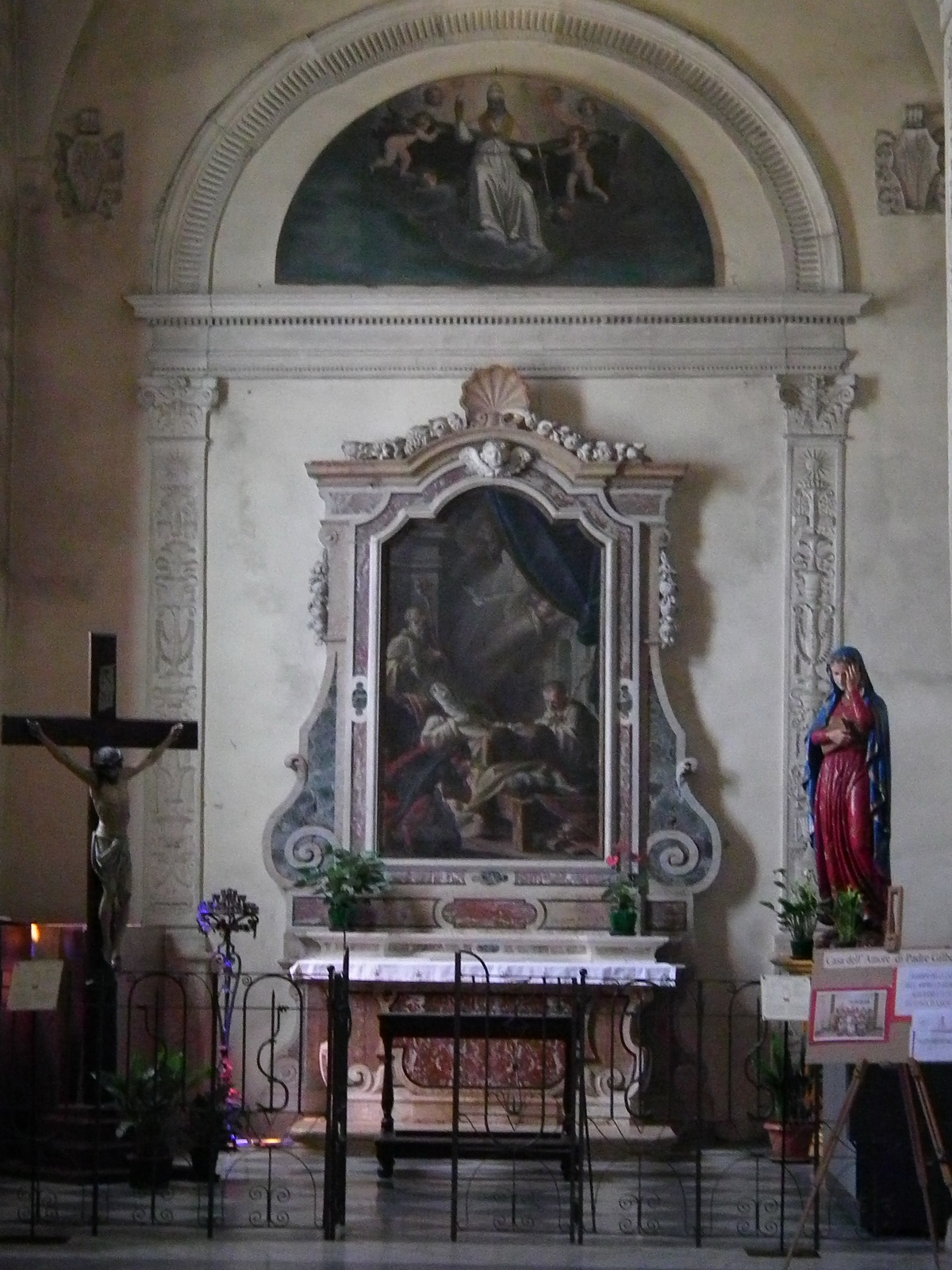
Lonigo, cappella di Francesco II Gonzaga o di Santa Scolastica nel santuario di Santa Maria dei Miracoli

La cappella di Santa Scolastica fronteggia la cappella del miracolo e ospita un altare del XVIII secolo in marmo policromo, sul quale è posta la pala di Giorgio Tailer raffigurante il Transito della santa. Sull'altare presente nella cappella di santa Francesca Romana si trova una tela raffigurante la santa, copia dell'opera originale del Guercino.
Il marchese di Mantova Francesco II Gonzaga, per onorare la Madonna dei Miracoli, tra il 1493 e il 1495, fece edificare una propria cappella davanti all'immagine miracolosa nel santuario di Santa Maria dei Miracoli. La cappella era dotata di abside, di un piccolo campanile e di una piccola cappella laterale, andati distrutti nel 1709. Alla distruzione, è soparvissuto un grande arco trionfale in pietra di Vicenza; nelle lesene spiccano tre imprese gonzaghesche, tra le quali l'impresa del sole e limpresa della cervetta. Costruttori furono i fratelli Cristoforo Solari e Pietro Solari di Milano, scelti dai frati olivetani e dal marchese Francesco.
L'edificio, a navata unica, ricorda la chiesa di Santa Maria della Vittoria di Mantova, fatta edificare dallo stesso marchese Francesco II. Ai lati dell'altare, sono collocati due stemmi in marmo colorato con l'arme dei Gonzaga del 1432.